# Guzel Šamilevna Jachinová
Guzel Šamilevna Jachinová (rusky Гузель Шамилевна Яхина, tatarsky Гүзәл Яхина; * 1. června 1977, Kazaň) je ruská spisovatelka, autorka oceňovaného románu Zulejka otevírá oči o represích na sovětském venkově ve 30. letech 20. století.

## Biografie
Narodila se v Kazani, kde také absolvovala Fakultu cizích jazyků na Kazaňské státní pedagogické vysoké škole (dnes součást Kazaňské federální univerzity). Od roku 1999 žije v Moskvě, pracovala v oboru PR, reklamy a marketingu. Zde vystudovala Fakultu scenáristiky Moskevské školy filmu (2015). Publikovala v ruských literárních časopisech Něva a Okťabr. Jednotlivé kapitoly její románové prvotiny Zulejka otevírá oči vyšly nejdříve v časopisu Sibirskije ogni. Přesto se jí dlouho nedařilo najít pro toto dílo vydavatele, pomohla jí nakonec až literární agentura.
Na krasnojarském knižním veletrhu v listopadu 2016 spisovatelka sdělila, že jsou podepsány smlouvy na překlad románu Zulejka otevírá oči do 22 jazyků, přičemž kniha již vyšla tatarsky a finsky. Kniha byla také adaptována do televizního a rozhlasového zpracování.
V roce 2022 odsoudila otevřeným dopisem invazi Ruska na Ukrajinu, a to krátce po jejím zahájení.

## Dílo
- Zulejka otevírá oči (Зулейха открывает глаза, 2015) – příběh Tatarky Zulejky, které roku 1930 zabijí muže a těhotnou ji pošlou do vyhnanství na Sibiř. Spolu s ostatními vysídlenci je nucena bojovat o přežití v pusté tajze na březích Angary. Český překlad vyšel v překladu Jakuba Šedivého v nakladatelství Prostor v září 2017.[4]
- Děti Volhy (Дети мои, 2018) – V českém překladu Jakuba Šedivého vydalo nakladatelství Prostor v roce 2020.[5]
- Vlak do Samarkandu (Эшелон на Самарканд, 2021) – česky 2022

## Zajímavost
Dle jejích vlastních slov náleží mezi její oblíbené spisovatele Michail Bulgakov, Nikolaj Vasiljevič Gogol, Alexandr Sergejevič Puškin, Ljudmila Ulická, či Jevgenij Germanovič Vodolazkin.